# Hermann Seyfried
Karl Franz Friedrich Hermann Seyfried (* 16. April 1826 in Glatz, Landkreis Glatz, Provinz Schlesien; † 13. Oktober 1871 in Wiesbaden) war ein preußischer Offizier und Polizeidirektor in Wiesbaden.

## Leben
Hermann Seyfried wurde als Sohn eines Offiziers geboren und besuchte, nachdem er eine Schulausbildung in einer Privatschule erhalten hatte, bis 1840 das Kadettenhaus in Potsdam und später für weitere drei Jahre das Kadettenhaus in Berlin. Im Juni 1843 machte er das Offiziersexamen und trat am 26. August des Jahres als Portepée-Fähnrich in das 38. Infanterie-Regiment in Mainz, wo sein Vater Hauptmann war, ein. Dort wurde er am 20. Juni 1844 zum Secondeleutnant befördert. Bevor er im August 1850 zur Kadettenanstalt Wahlstatt in Niederschlesien abgeordnet wurde, war er in verschiedenen Truppenteilen tätig und studierte während dieser Zeit Geschichte und moderne Sprachen. 
Im Juli 1851 wurde er vom Militärdienst beurlaubt und zur Polizeiverwaltung Berlin überwiesen, wo er – nach Verabschiedung aus dem Militärdienst als Sekondeleutnant – im Mai 1852 vereidigt wurde. Im August folgte die definitive Ernennung als Unterbeamter. Dabei wurde er als Verwalter des 14. Polizeireviers zunächst interimistischer Polizeileutnant und ab Juni 1855 definitiver Polizeileutnant. Ende der 1850er Jahre bat er um die Entlassung aus dem Polizeidienst, weil er ein Industrieunternehmen gründen wollte. Da der Versuch scheiterte, kehrte er im Juni 1860 in den Polizeidienst zurück und begleitete im Jahre darauf den preußischen König auf einer mehrmonatigen Reise. Im Juni 1866 zur politischen Polizei Berlin überwiesen, kam er im September des Jahres zum Polizeipräsidium Wiesbaden, wo er zum 1. April 1867 zum kommissarischen Polizeidirektor ernannt wurde. Am 14. Juni 1868 wurde ihm dieses Amt definitiv übertragen.
Er verfasste ein Dossier mit dem Titel „Zusammenfassung der bis Dezember 1866 in Nassau geltenden Gesetze und Verordnungen für die Presse“. Diese Schrift gelangte in die Hände des Politikers Robert von Patow, der daraufhin – mit Zustimmung des Regierungspräsidenten Gustav von Diest – die Entlassung des bisherigen Wiesbadener Polizeipräsidenten Albert Franz von Rößler veranlasste.